# Irek Grabowski

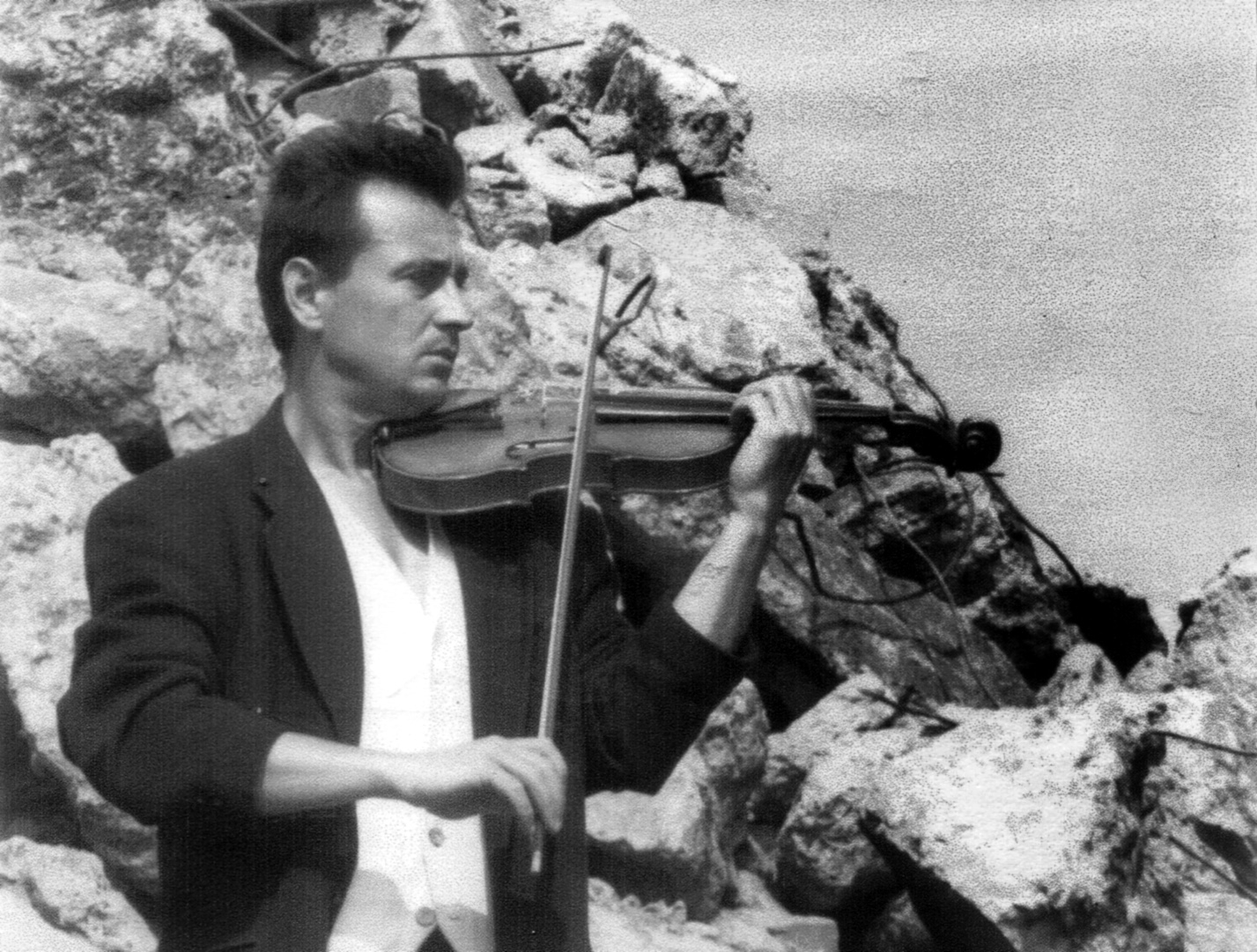
Irek Grabowski (2004)

Irek Grabowski (właśc. Ireneusz Grabowski, ur. 22 marca 1966 we Wrocławiu, zm. 19 sierpnia 2010 w Bangkoku (Tajlandia) – polski kompozytor, pianista i skrzypek poważny i jazzowy.
Studiował na Akademii Muzycznej w Poznaniu. Studia ukończył w roku 1990. Był koncertmistrzem Chóru Kameralnego Musica Viva Uniwersytetu Ekonomicznego w Poznaniu. Grał też w orkiestrze symfonicznej Filharmonii Poznańskiej im. Tadeusza Szeligowskiego.
W 1983 sformował awangardowe trio jazz-rockowe pn. AIDS w składzie: Irek Grabowski – fortepian, instrumenty klawiszowe, Piotr Lulkowski – gitara, Dariusz Kaliszuk – perkusja; koncerty we wrocławskich klubach takich jak „Jazz Klub Rura”, „Pod Papugami”, „Pałacyk”, Klub Związków Twórczych OKiS czy WDK przy ul. Mazowieckiej. Zespół grał tylko swoje kompozycje eksperymentując z brzmieniem.
W Belgii przebywał od roku 1992. Był członkiem Jeune Orchestre de Chambre de la Communauté Française (Młodzieżowej Orkiestry Kameralnej Społeczności Francuskiej). Nagrał też płytę z zespołem Musiciens de l'Art Nouveau de Bruxelles.
Obok muzyki poważnej zajmował się jazzem. Występował na wielu festiwalach jazzowych w Belgii, Francji, Niemczech, Szwajcarii, Danii, Szwecji i Holandii. Występował z wieloma artystami muzyki rozrywkowej, jak m.in. Salvatore Adamo.
Oprócz obywatelstwa polskiego miał także obywatelstwo belgijskie. Od roku 2004 mieszkał w Doha w Katarze, gdzie w miejscowej Akademii nauczał gry na skrzypcach. Występował też jako solista.
Zmarł w wieku 44 lat. Został pochowany dnia 7 września 2010 na Cmentarzu Grabiszyńskim we Wrocławiu.

## Video
- A Child is born